# Steffen Kretschmann
Steffen Kretschmann (Köthen, 1980. június 8.) német nehézsúlyú ökölvívó.

## Amatőr eredményei
- 1996-ban kadet Európa-bajnok félnehézsúlyban.
- 1997-ben ezüstérmes a junior Európa-bajnokságon félnehézsúlyban.
- 1999-ben bronzérmes a világbajnokságon nehézsúlyban. Az elődöntőben sérülés miatt adta fel az amerikai Michael Bennett-tel szemben.
- 2003-ban bronzérmes a világbajnokságon nehézsúlyban. Az elődöntőben az orosz Alekszandr Alekszejevtől szenvedett vereséget.
- Háromszoros német nehézsúlyú bajnok (1999, 2001, 2002)

144 mérkőzéséből 122-t nyert meg, 19-et vesztett el és 3 végződött döntetlenre.

## Profi karrierje
14 mérkőzéséből 13-at nyert meg és egyet vesztett el.

## Külső hivatkozások
- Profi mérkőzései
- Német bajnokságok